# Élzéar François des Achards de La Baume
Elzear des Achards de La Baume (* 29. Januar 1679 in Avignon; † 2. April 1741 in Huế) war ein französischer Geistlicher und Bischof.

## Leben
Élzéar François des Achards de La Baume wurde am 29. Januar 1679 in Avignon geboren und entstammte einer adligen und alten Familie. Als Sechzehnjähriger schlug er die kirchliche Laufbahn ein. Bis 1701 studierte er am Seminar St. Charles seiner Heimatstadt und war nach seiner Priesterweihe zehn Jahre als Missionar im Comtat Venaissin, der Provence, im Languedoc und der Dauphiné unterwegs, bevor er – schon zuvor Domherr – zum Dompropst der Kathedrale von Avignon (Notre-Dame-des-Doms) ernannt wurde. Dort zeichnete er sich besonders während der Großen Pest von Marseille 1720/21 durch seine Sorge um die Bedürftigen und Kranken aus. Am 31. Juli 1726 mit dem Titularsitz Halicarnassus (in partibus infidelium) zum Bischof ernannt, wurde er am 11. August 1726 von Papst Benedikt XIII. persönlich geweiht.
Papst Clemens XII. setzte ihn 1737 als apostolischen Vikar für Cochinchina ein, um die Streitigkeiten unter den dortigen Missionaren, v. a. Franzosen und Italiener, Jesuiten und Dominikaner, zu schlichten. Im Januar 1738 aus Rom abgereist, kam er am 13. Juli 1738 in Macau an, wo er sieben Monate festgehalten wurde. Seine Arbeit blieb jedoch erfolglos; er starb – nach sechsmonatiger Überfahrt und zweijährigem Aufenthalt – am 2. April 1741 in Phu Cam, einem Stadtviertel von Huế. Der Abbé Pierre-François Favre, ein Schweizer und Bischof La Baumes Sekretär, veröffentlichte einen Bericht über seine Mission und eine Leichenpredigt eines chinesischen Priesters (1746).